# Симпозијум
У Античкој Грчкој, симпозијум (грчки συμπόσιον symposion, од συμπίνειν sympinein, "пити заједно") је био врста пијанке. Многа књижевна дела описују или се дешавају на симпозијуму, укључују два Сократова дијалога које је забележио Платон, Гозба, и Ксенофонтов Симпозијум. Симпозијуми се приказују у грчкој и етрурској уметности.
Еквивалент у римском друштву је латински convivium. У данашњем времену, симпозијум је врста академске конференције.

## Простор и дешавање
Грчки симпозијум је представљао кључну Хеленистичку друштвену институцију. Био је попут форума за мушкарце из угледнијих породица који су долазили да дискутују, причају, да се хвале или друже. Често су се одржавали како би се обележило примање младих људи у аристократско друштво. Симпозијуми су такође организовале аристократе да би означили друге посебне прилике, као што су победе у спортским и поетских такмичења.
Симпозијуми су се одржавали у мушким деловима домаћинстава. Учесници би лежали на софама са јастуцима поређаним уздуж свих зидова осим зида на ком су врата. Због ограниченог простора би било између 7 и 9 софа, што значи да је ограничен број људи могао присуствовати једном симпозијуму, свека између 14 и 27 Ако су млади људи учествовали, они не би лежали, већ би седели. Међутим, у македонским симпозијумима, у центру пажње није било пиће већ лов и младима би било дозвољено да леже уколико су убили свог првог дивљег вепра.
Служила се храна и вино, а забаву је обезбеђивао домаћин. У зависности од повода, симпозијум је могао да садржи игре, песме, свираче флауте, робове који обављају различите преформансе и унајмљене забављаче.
Симпозијуми су се често одржавали и у специјалним околностима. Најпознатији симпозијум је описан у Платоновој Гозби (и прилично другачије у Ксенофонтовој верзији) који је организовао Агатон поводом своје прве победе на позоришном такмичењу 416. године пре нове ере. Према Платону, симпозијум је прекинуо долазак Алкибијада који је ушао и пао пијан, скоро наг. Дошао је са другог симпозијума.
Мушкарци би на симпозијумима дискутовали о разним темама — често филозофским, као што су љубав и разлике између полова.

## Пиће
Симпозијум би надгледао симпозијарх који би одлучивао колико ће вино бити јако у зависности од озбиљности теме дискусије. Грци и Римљани су служили своје вино помешано са водом, јер се на пијење чистог вина гладало као на варваризам, јер су га тако пили варвари. Међутим, постоји разлика између Грчких и Римских симпозијума. Римљани би сервирали вино пре, са и након хране и било је дозвољено женама да се придруже. Код Грка се вино пило само након вечере и женама је био забрањен приступ. Вино се пило из кратара, велике посуде која је дизајнирана тако да је носе два човека, и било је сервирано у ојнохоема.
Еубул у својој представи из 375. године пре нове ере, гласом Диониса описује како се треба пити на симпозијуму:

За разумне људе спремам три кратера: један за здравље (који прво пију), други за љубав и задовољство и трећи за спавање. Након што се трећи попије, мудри људи иду кући. Четврти кратар није мој - припада лошем понашању, пети је за викање, шести је за некултуру и увреду, седми је за тучу, осми за уништавање намештаја, девети за депресију, десети за лудило и несвест.

У складу са грчком традицијом умерености, симпозијарх би био задужен да спречи да се симпозијум одузме контроли, али грчка књижевност и уметност показују да се правило 3. кратара није примењивало.

## Керамика
Симпозијуми се често појављују на Грчкој керамици као мотив.

## Забава
Поезија и музика су били главни начини забављања. Иако слободне жене нису присуствовале симпозијумима, проститутке и извођачице нису била реткост на њима. Аулос је један од инструмената које су оне свирале. Робови и дечаци су такође били присутни ради забављања.

## Етрурске и Римске пијанке
У етрурској уметности се често приказују банкети слични грчким симпозијумима, али постојала је разлика између њих. Жене су биле прихваћеније у етрурском друштву и зато су жене високог статуса могле да присуствују оваквим дешавањима. Римљани су усвојили грчке симпозијуме, само су променили име у comissatio. Још једна верзија симпозијума који су често организовали је convivium.